# Editora Nacional Quimantú

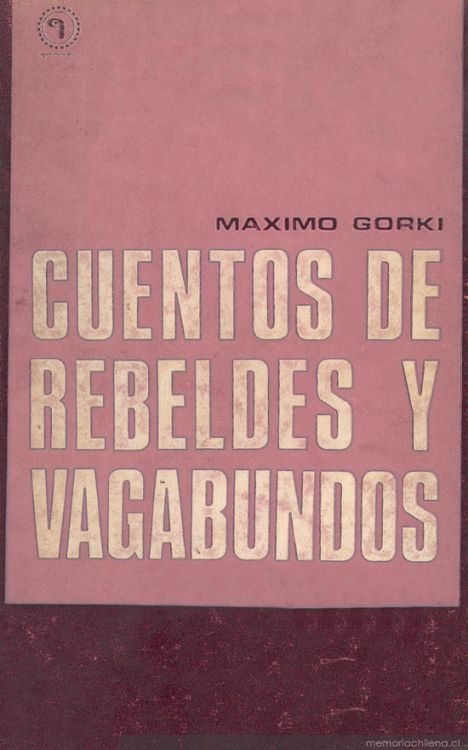
Couverture de Cuentos de rebeldes y vagabundos de Máximo Gorki. Fait partie de la collection Quimantú Para Todos en 1972.

Editora Nacional Quimantú est une maison d'édition chilienne créée en 1971 par le gouvernement Unité populaire (Unidad Popular) de Salvador Allende. 
Elle a été fondée sur le principe d'offrir diverses œuvres littéraires et une vue de la culture chilienne non couverte par la "tradition officielle bourgeoise" à un prix accessible pour la classe ouvrière du pays. 
Quimantú est un terme mapuche signifiant "soleil de la connaissance". 
Elle est refondée en tant que Editorial Quimantú. 

## Histoire

### Fondation
Vers la fin de 1970, les travailleurs de Editorial Zig-Zag se sont mis en grève pour pousser à la nationalisation de leur maison d'édition. Le 12 février 1971, le gouvernement d'Unidad Popular a pris le contrôle de 40% des actifs de la société, ce qui a conduit à la création de l'Empresa Editora Nacional Quimantú, dirigée par Joaquín Gutiérrez, un costaricien proche du président Allende. 
Les livres publiés par Quimantú ont été vendus à des prix très bas dans les librairies et les kiosques à journaux, afin de rendre la culture plus accessible au public. Son catalogue comprenait des ouvrages classiques et contemporains de littérature, d'histoire, d'informations générales et de recherches originales. Il a également créé des magazines hebdomadaires et mensuels, dont Cabrochico pour les enfants, Onda pour les jeunes, Barrabases, un magazine de bandes dessinées, Paloma pour les femmes et La Quinta Rueda, une publication culturelle.

### Fermeture et refondation
L'Editora Nacional Quimantú a été fermée après le coup d'État chilien de 1973 par les nouvelles autorités, et bon nombre de ses livres ont été brûlés. L'année suivante, l'armée a redémarré une maison d'édition, nommée Editora Nacional Gabriela Mistral, mais elle a fait faillite dix ans plus tard et a fermé ses portes. 
En 1989, l'ancien directeur général de l'éditorial Sergio Maurín est revenu d'exil sous le régime militaire et a enregistré le nom pour dix ans avec l'intention de "le constituer en société anonyme et de le faire grandir" avec d'autres anciens membres. Le plan a été abandonné après avoir réalisé les coûts initiaux élevés que cela impliquait, ainsi que sa faible rentabilité en raison de la faible présence et gestion des librairies et du manque d'intérêt du public pour la lecture. 
Une décennie plus tard, l'idée de faire une alternative, éditoriale populaire a émergé dans un « collectif extraparlementaire-aile gauche », et donc le nom Quimantú a de nouveau été enregistré en 2000, et son premier titre, « Agenda del Che 2002 », publié en novembre 2001. La société refondée est actuellement gérée par Mario Ramos, et les livres sont distribués indépendamment des librairies traditionnelles - car cela augmenterait considérablement les coûts pour le consommateur final - préférant les foires populaires, y compris leur propre Yo me libro.